# Kanat de Kazan
El Kanat de Kazan (tàtar: Qazan xanlığı/Казан ханлыгы; rus: Казанское ханство, transliteració: Kazanskoe khanstvo) fou un estat medieval tàtar que ocupava el territori de l'antiga Bulgària del Volga entre 1438 i 1552. El kanat ocupava els actuals Tatarstan, Marí El, Txuvàixia, Mordòvia, parts d'Udmúrtia i Baixkortostan; la capital era la ciutat de Kazan i estava centrar en aquesta ciutat i al riu Volga en la confluència amb el Kama, amb l'islam com a religió d'estat i amb cultura turànica.

## Formació
Fou fundat el 1419 per Ulugh Muhammed, fill de Jalal al-Din Khan i net de Toktamish, quan es desintegrà el Kanat Kiptxak i s'enfrontà als russos. Una teoria alternativa suggereix que, a finals del segle xiv o principis del xv, els antics territoris de Bulgària del Volga (Kazan Ulus o Ducat de Kazan dins de l'Horda d'Or) van aconseguir gaudir d'una relativa independència. El principat era autònom i era governat per una dinastia búlgara. Ulugh Muhammed va usurpar el tron amb ajuda de la noblesa local. Hi ha signes que la transferència de poder fou finalitzar sota el mandat del fill de Muhammed, Mahmudek Khan, el 1445.
El 1438, Ulugh Muhammed va assetjar Moscou i va destruir Kolomna. El seu fill, Maxmud Khan o Mahmudek Khan, quan encara era príncep, el 1445, va fer presoner a Basili II de Moscou, al que després va alliberar; reorganitzà les restes de l'antic Qiptxaq al voltant de la vila de Kazan, on hi havia un reietó anomenat Ali Beg, al que va expulsar (1445). El 1446 Ulug fou mort pel seu fill Maxmud o Mahmudek (1446-1462) que va obligar els seus germans Kasim (Qasim) i Yakub a refugiar-se a Moscòvia, on Qasim (1445-1462) va rebre del Gran Príncep de Moscou la vila de Gorodok, anomenada després Kassímov, on hi formarà un estat clientelar dels russos (vegeu Kanat de Kassímov). Kazan fou reconstruïda i feta capital el 1446 i el kanat esdevindrà una petita potència local molt temuda pels russos.

## Esplendor
Els seus successors, Khalil (1462-1467) i Ibrahim (1467-1479), s'hagueren d'enfrontar a Moscou; el segon els va derrotar i es va apoderar de Viatka el 1468, però el 1469 els russos van contraatacar i assetjaren Kazan, obligant el Khan a alliberar tots els presoners russos; però no aconseguiren imposar Kasim com a kan, qui comptava amb el suport dels quatre karaçi-begs, líders de les quatre principals tribus tàtars (Şirin, Barin, Arghin i Kipçak).
S'iniciarà un període de crisi i enfrontaments interns amb l'Horda dels Nogais, i els kanats d'Astracan i de Crimea per la supremacia. La crisi fou continuada per Ali o Ilham, (1479-1487), fill i successor d'Ibrahim. Ilham fou deposat el 1487 pel seu germà i Muhammad Amin (1487-1496), refugiat a Rússia. Aquest es presentà a Kazan amb un exèrcit rus i la rendí després de tres setmanes de setge. Ali Ilham fou desterrat a Vologda, i Muhammad es va coronar Khan.

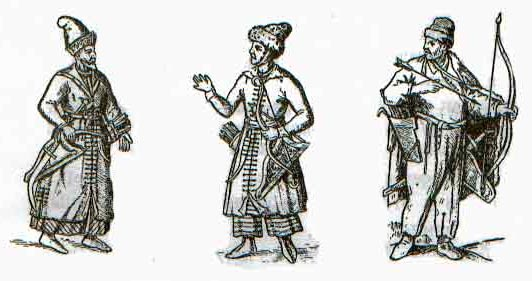
Soldats del kan de Kazan

El 1495, Muhammad Amin fou expulsat de la ciutat per una incursió dels tàtars de Sibèria, dirigits pel kan Mahmud, fill d'Ibak, però aquests foren expulsats per la població després que fossin derrotats pels russos el 1496, de manera que cedí el tron a Abdul Latif (1496-1502), germà petit de Muhammad Amin, qui s'haurà d'enfrontar als Giray de Crimea per la supremacia dels tàtars. Els rebels foren recolzats pels quatre líders tribals, que tradicionalment controlaven la successió al tron i altres afers d'estat i no estaven satisfets amb l'acord del 1496. L'arribada del siberià fou fatal pels líders tribals, que van veure Abdul Latif imposat per Moscou. El 1502 Abdul Latif fou cridat a Moscou, que instal·là novament al tron a Muhammad Amin, cosa que mostrava el control rus dels afers tàtars. D'antuvi, Amin es mostrà fidel a la seva aliança amb Moscou, però el 1505 es va revoltar, matà i saquejà els mercaders russos que havien anat a la fira anyal de Kazan i el 1506 va vèncer l'exèrcit rus prop de Nijni Nóvgorod. El 1507 aconseguí un tractat de pau amb un equilibri de forces que reconeixia la seva independència.
Muhammad Amin va morir el 1518, i amb ell es va extingir la línia d'Ulugh Muhammad, ja que Abdul Latif havia mort el 1517. Això encetaria un període d'anarquia marcada per les lluites ininterrompudes entre els partidaris de l'orientació russa i el "partit nacional", sostingut pels kans de Crimea i Nogai, de manera que els candidats se succeïren durant els següents trenta anys.
El 1519 Basili III de Moscou aconseguí imposar Shah Ali (1519-1521), kan de Kassímov (fill de Awliyar Khan de Sibir) que al cap de dos anys fou expulsat per la noblesa tàtar, la qual va demanar al kan de Crimea Mehmed I Giray la designació del seu germà Sahib I Giray (1521-1524), mig germà per part de mare de Muhammad Amin. Plegats organitzaren una expedició a Moscòvia i saquejaren les regions de Moscou, Nizhni Novgorod i Riazan, van fer centenars de milers de presoners que foren venuts a Kaffa com a esclaus; però fracassarien en l'assalt a les fortaleses de Moscou i Riazan.
A la mort el 1523 de Mehmet Girai, Sahib I Girai va tornar al kanat de Crimea i va deixar com a kan a Kazan al seu nebot Safa Giray (1524-1530), de 13 anys. Aleshores la pressió russa era més lleu, no en forma d'expedicions de represàlia sinó en avenç lent i sistemàtic. Moscou, per tal d'arruïnar Kazan, hi prohibí als mercaders russos de treballar-hi, i fundà una gran fira anyal al monestir de Sant Macari, que s'acabaria imposant; l'aparició d'un centre comercial rival a la llarga serà la causa del seu declivi.

## Declivi
El 1523 els russos construïren la fortalesa de Vasilsursk, a la confluència del Volga. El 1530 el kan fou destituït pel partit rus, i substituït per Jan Ali (ex kan de Kassímov), també fill d'Awliyar Khan d'Astracan, i mig germà de Shah Ali, però fou mort en una revolta provocada pels partidaris de Giray el 1535. Safa Girai fou reposat en el tron, i s'hi mantindria fins al 1546, frustrant els esforços russos per restablir llur sobirania. Durant aquest temps mantingué estretes relacions amb Crimea, de qui en depenia en bona part.
El 1546 Safa Giray fou deposat temporalment per Shah Ali de Kassímov, però recuperà el tron amb ajut de Crimea, i el mantingué fins a la seva mort el 1549. Durant la fi del regnat va fer una gran purga entre la noblesa, afavorint el trencament de vincles amb Moscòvia. Fou el darrer gran governant del kanat.

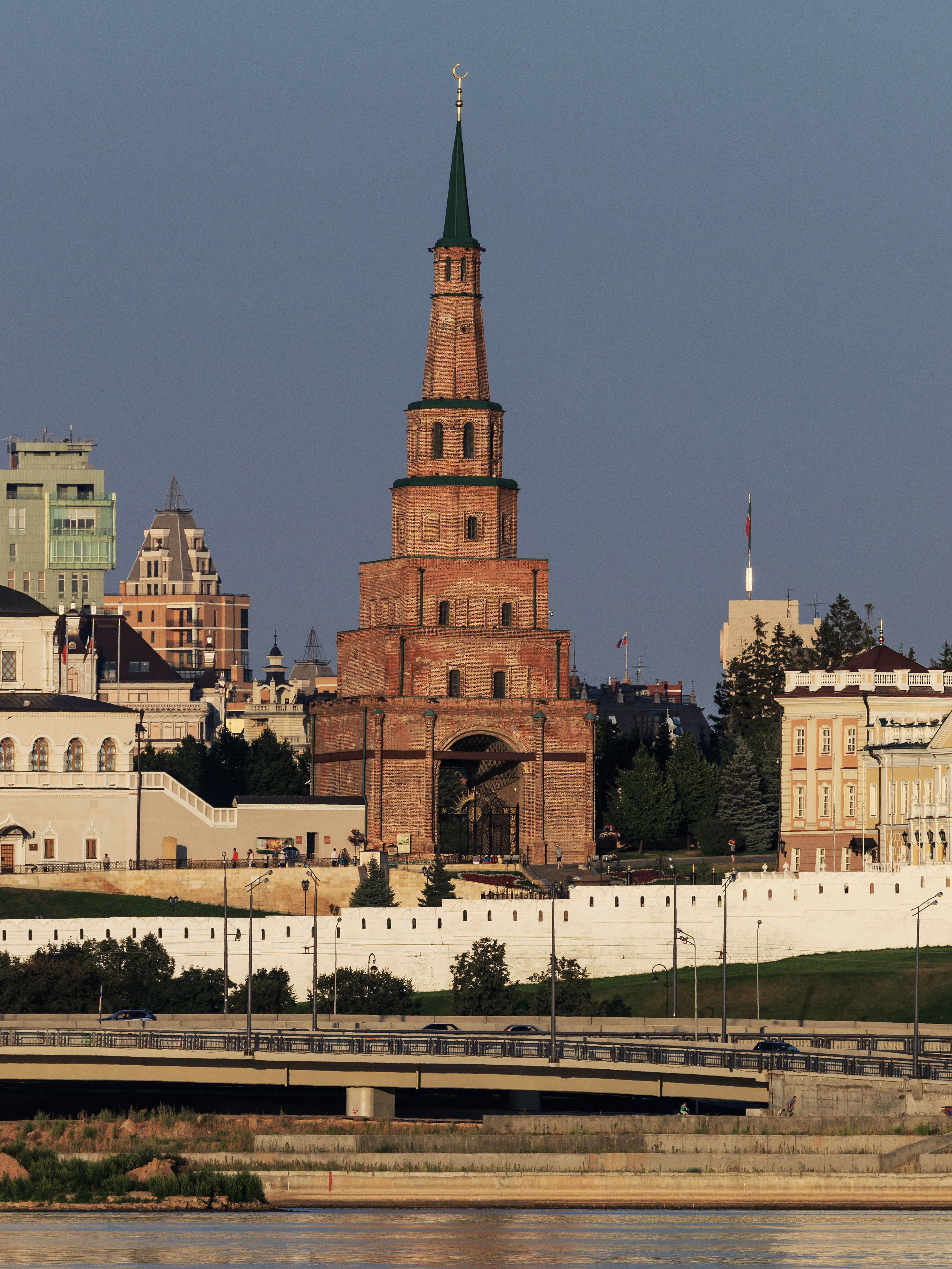
Torre de Suyumbika

A la seva mort, la seva vídua Süyün Beke actuà com a regent del seu fill Utemish Giray o Ötemish Giray (1549-1551), de 12 anys; els russos, però, el 1551 ocuparen el kanat i forçaren els nobles locals a acceptar el lideratge de Shah Ali de Kassímov (1551-1552) sota termes molt durs, mentre Ötemish era deportat a Moscou i batejat com a Alexandre, on hi morí el 1566. Shah Ali, alhora, fou expulsat de Kazan per una revolta popular que oferí el tron a Yadigar Muhammad, de la dinastia dels kans d'Astracan. Fou el darrer governant independent, ja que no va poder impedir que el 2 d'octubre del 1552 Ivan IV de Rússia Groznij (Ivan el Terrible) obligués a Kazan a rendir-se després d'un setge. La ciutat fou arrasada i saquejada pels russos. El kan va abdicar i va fugir a Crimea. La revolta d'Ali Akran no va reeixir i el 1555 la xarxa de fortaleses russes va fer impossible qualsevol intent i la rebel·lió es va acabar el 1556. Les millors terres foren requisades i distribuïdes entre nobles i monestirs russos. El 1555 es va fundar un arquebisbat i més tard una seu metropolitana. Al final del segle el tàtars musulmans s'havien reduït enfront als convertits i als finesos (kryashens, tàtar kryash), si bé els tàtars cristians van conservar l'ús de la llengua pròpia. La noblesa expropiada es va reconvertir al comerç i va acabar sent la força dirigent de la nació tàrtara a partir de Caterina II de Rússia.

## Llista de kans de Kazan
- Ulugh Muhammad 1438-1446
- Ali Beg 1445-1447 (a Kazan)
- Mahmudek Khan (Mahmud) ibn Ulugh Muhammad 1446-1466
- Khalil ibn Mahmud 1466-1467
- Ibrahim ibn Mahmud 1467-1479
- Ilham (Ali) ibn Ibrahim 1479-1485
- Muhammad Amin ibn Ibrahim 1485-1486
- Ilham (altre cop) 1486-1487
- Muhammad Amin ibn Ibrahim (altre cop) 1487-1495
- Mamuk o Mahmud ibn Ibak (de Sibir) 1495-1496
- Abdul Latif Khan 1496-1502
- Muhammad Amin (altre cop) 1502-1518
- Shah Ali 1518-1521 (kan de Kassímov)
- Sahib Giray 1521-1524
- Safa Giray 1525-1532
- Jan Ali 1532-1535 (kan de Kassímov)
- Safa Giray (altre cop) 1535-1546
- Shah Ali (altre cop) 1546
- Safa Giray (tercera vegada) 1546-1549
- Utemish Giray 1549-1551
- Shah Ali (tercera vegada) 1551-1552 (kan de Kassímov)
- Yadigar Muhammad Khan 1552
- A Rússia 1552
- Ali Akram (rebel) 1553-1554

## Geografia i població
El territori del kanat comprenia les terres poblades per búlgars musulmans de Bolğar, Cükätäw, Kazan i Qaşan i altres regions que originalment pertanyien a Bulgària del Volga. El Volga, el Kama i el Viatka eren els principals rius del kanat, així com les principals vies de comerç. La majoria de la població eren tàrtars de Kazan. La seva autoidentitat no es limitava als tàrtars; molts s'identificaven simplement com a musulmans o com "el poble de Kazan". L'Islam era la religió de l'Estat.
La noblesa feudal local estava formada per búlgars ètnics, però la cort i l'escorta dels kans de Kazan estaven compostes per tàrtars esteparis (kiptxaks, i més tard per nogais) que vivien a Kazan. Segons la tradició de Ginghizide, les tribus túrquiques locals també eren anomenades tàrtars per la noblesa estepària i, més tard, per l'elit russa. Part de l'alta noblesa procedia de l'Horda d'Or. Incloïa a membres de quatre importants famílies nobles: Arghin, Barin, Qipchaq i Shirin.
Entre els pobles sotmesos al kan es trobaven els txuvaixs, els mari, els mordvins, els tàrtars de Mishar, els udmurts i els baixkirs. També es van incorporar al kanat els permians i algunes tribus dels komi. Els mishars havien arribat durant el període de l'Horda d'Or i van assimilar gradualment als mordvins i burtes finlandesos residents. El seu territori estava governat per antics tàrtars esteparis. Alguns ducats de Mishar mai van ser controlats des de Kazan i en el seu lloc van gravitar cap al Kanat de Kassímov o la Rússia moscovita.
La major part del territori del kanat estava cobert de boscos, i només la part meridional confrontava amb l'estepa. La principal població de les estepes eren els nòmades mangites, també coneguts com a nogais, que a vegades reconeixien el govern del kan de Kazan, però més sovint realitzaven incursions agrícoles contra tàrtars i txuvaixs, com havien fet en el període de l'Horda d'Or. Més tard, els nogais van ser traslladats i substituïts per calmucs. Més recentment, aquesta zona va ser colonitzada per tàrtars, txuvaixs i russos, que van erigir muralles defensives per a vigilar la davantera sud. Des que es va establir el kanat, les tropes cosaques tàrtares ho van defensar dels nogais.
Les fonts russes indiquen que en el kanat de Kazan s'utilitzaven almenys cinc idiomes. El primer i més important era la llengua tàrtar, que incloïa el dialecte mitjà dels tàrtars de Kazan i el dialecte occidental dels mishars. La seva forma escrita (idioma tàrtar antic) era la llengua preferida de l'estat. La llengua txuvaix era descendent de la llengua bulgàrica, parlada pels txuvaixs pagans. L'idioma bulgàric també va influir molt en el dialecte mitjà de la llengua tàrtar. Els altres tres eren probablement la llengua mari, les llengües mordvíniques i la llengua baixkir, que també es van desenvolupar a partir dels idiomes bulgàric i kipchak.

## Societat
El khan governava l'Estat. Basava les seves accions en les decisions i consultes d'un consell de gabinet, o Diwan. La noblesa comprenia els rangs de bäk (bey), ämir (emir) i morza. Els estaments militars consistien en el uğlan (ulan), bahadir, içki (ichki). El clergat musulmà també exercia un paper important. Es dividien en säyet (seid), şäyex (xeic), qazí (qazi) i imams. Els ulema, o clergues, exercien un paper judicial i mantenien les madrasses (escoles) i les maktabs (biblioteques).
La majoria de la població estava composta per qara xalıq (negres), una població musulmana lliure
que vivien en terres estatals. Les terres feudals estaven poblades en la seva majoria per çura (serfs). Els presoners de guerra solien ser venuts a Turquia o a l'Àsia Central. Ocasionalment, eren venuts dins del Kanat com a esclaus (qol) i a vegades eren assentats en terres feudals per a convertir-se més tard en çura. La població musulmana i no musulmana del Kanat havia de pagar el yasaq.

### Estaments privilegiats
En la societat kazana, els estaments més privilegiats eren la noblesa i el clergat. Les persones més importants que formaven part del Divan ("karachi") i emirs (prínceps governants) tenien la riquesa més gran i influència. El títol de karachi pertanyia als caps dels quatre clans tàrtars més nobles —Shirin, Baryn, Argyn i Kipchak— i es transmetia per herència. Karachi per la seva posició eren els consellers més pròxims i coemperadors reals del kan de Kazan.
En les obres de l'historiador de Crimea Seyid-Muhammed Arrissa s'identifiquen aquests dos termes (karachi i emirs). Els emirs, en ser descendents dels clans més nobles de l'aristocràcia feudal, eren molt pocs. En els aristòcrates kazans el títol de pare es transmetia només al fill major. Els restants grups de la noblesa kazana eren beks, murzy i prínceps estrangers. Els beks se situaven un graó per sota dels emirs en l'estructura social de la societat kazana. Els fills menors dels beks eren murzy (contracció de l'àrabopersa emir-zade, lit. fill principesc). Entre els prínceps estrangers, les posicions més fortes les ocupaven els anomenats "Prínceps d'Arsk". En el kanato hi havia molts prínceps chuvash, votsk i cheremiss.
Els representants del clergat musulmà també ocupaven una posició privilegiada. El cap espiritual —seyyid— exercia un paper important en l'administració de l'Estat. El jan havia de tenir en compte els seus consells i a vegades instruccions directes, el cap de l'estat sortia a peu a la trobada del seyyid muntat a cavall, i en els documents oficials s'indicava el nom del seyyid abans del nom del jan.
Un grup privilegiat de persones que posseïen parcel·les de terra i estaven exemptes d'impostos i taxes es denominava tarkhans. Els oglans i els cosacs pertanyien a la classe militar. Els oglans eren comandants d'unitats muntades i tenien dret a participar en els kurultai. Els cosacs eren simples guerrers. A vegades se'ls divideix en "cortesans" (que servien en la capital) i "zadvornye" (que servien a les províncies). La nombrosa i ben organitzada oficialitat gaudia d'un estatus privilegiat especial.

### Classe de residents urbans i rurals
Entre els representants de la classe no privilegiada es trobaven els residents urbans i rurals ordinaris: comerciants, artesans, treballadors per compte propi i pagesos. L'etiqueta Sahib-Giray esmenta 13 tipus d'impostos i tributs que havien de pagar aquests grups de població, però dels quals estaven exempts els tarkhans: yasak (impost sobre la renda del 10%, klan (obrok), salyg, kulush, kultyka, bach, kharaj kharajat (impost sobre el comerç), sala-kharaji (impost sobre els llogarets), yer-khylasy (impost sobre la terra), tyutynsyany (impost sobre les pipes), susun (menjar), gulufe (farratge) i dejuni. També es coneix l'existència d'altres impostos: tamga (impost sobre les mercaderies), impost sobre el pes i altres.

### Pagesos dependents i esclaus
Les terres dels terratinents eren conreades per pagesos dependents ("kishi"). Els terratinents també empraven esclaus presoners de guerra, que eren assignats a les hisendes. Segons C. Herberstein, al cap de 6 anys un esclau d'aquest tipus passava a ser lliure, però no tenia dret a abandonar el territori de l'estat.

## Cultura
En general, la cultura del kanat de Kazan descendia de la de Bulgària del Volga. Els elements culturals de l'Horda d'Or també eren presents en els cercles nobles.
Gran part de la població urbana sabia llegir i escriure. Hi havia grans biblioteques en les mesquites i madrasses. Kazan es va convertir en un centre de ciència i teologia.
Encara que predominava la influència islàmica, també es va desenvolupar la literatura laica. Els poetes més destacats en llengua tàrtara antiga van ser Möxämmädyar, Ömmi Kamal, Möxämmädämin, Ğärifbäk i Qolşärif. Möxämmädyar va renovar les tradicions de la poesia kazana, i els seus versos van ser molt populars.
La ciutat de Bolghar va conservar la seva posició com a lloc sagrat, però només va tenir aquesta funció, a causa de l'aparició de Kazan com a important centre econòmic i polític en la dècada de 1430.
L'arquitectura del kanat es caracteritza per la pedra blanca i les talles de fusta.